# 유정호 (유튜버)
유정호(1993년 3월 2일~)는 대한민국의 가수이자 유튜버이다.
2009년 싱글 〈니가 버린 시간들〉을 발매하며 가수로 데뷔했으며, 현재는 유튜버로서 활동하며 봉사나 기부 등의 선행을 주 컨텐츠로 하고 있다. 선행을 주제로 컨텐츠를 만드는 이유는 과거 본인이 희귀암 투병 당시 웃긴대학 이용자들이 자신을 위해 수술비를 지원해준 것을 계기로 자신도 남을 위해 살아야겠다는 생각을 했기 때문이다.

## 음반
- 《니가 버린 시간들 (Single)》 - 2009년 11월 18일 발매

## 극단적 선택 시도
2021년 2월 22일 오전 3시경 자신의 유튜브에 자살을 암시하는 영상이 올라왔다. 유정호는 이 영상을 업로드 한 후, 수면제 20알을 복용하여 극단적 선택을 시도했고, 구독자들의 신고를 통해 아내와 경찰, 구급대원에 의해 발견되어 응급실에서 해독제를 투입받았다. 유정호는 그동안 공황장애와 기부활동 및 화장품 사업을 운영하며 악플러에게 지속적인 공격을 받고 심지어는 화장품 사업 사이트가 해킹을 당하는 일 등으로 인해 심적 고통을 받았다고 밝혀졌다. 이후 의식을 되찾고, 자신의 유튜브에 죄송하다는 영상이 올라왔지만, 2월 23일 해당 영상은 삭제 처리됐지만, 2월 23일 오후 6시 경, 자신의 몸상태가 좋아질 때까지, 사람이 아무도 없는 곳에서 쉬면서 살겠다는 영상을 게시했다. 당분간 유정호는 영상을 올리지 않을 것으로 많은 사람들이 예측했다.